# Mistrzostwa Świata Juniorów w Short Tracku 2024
30. Mistrzostwa Świata Juniorów w Short Tracku odbyły się w Gdańsku w dniach 22–25 lutego 2024. Organizatorem zawodów była Międzynarodowa Unia Łyżwiarska (ISU). Zawodnicy i zawodniczki rywalizowali w Hali Olivia.

## Klasyfikacja medalowa
Gospodarz (Polska)
| Lp.     | Reprezentacja     | Złoto | Srebro | Brąz | Razem |
| 1.      | Korea Południowa  | 4     | 4      | 2    | 10    |
| 2.      | Chiny             | 3     | 1      | 1    | 5     |
| 3.      | Węgry             | 2     | 0      | 0    | 2     |
| 4.      | Włochy            | 0     | 2      | 0    | 2     |
| 5.      | Kazachstan        | 0     | 1      | 0    | 1     |
| 5.      | Stany Zjednoczone | 0     | 1      | 0    | 1     |
| 7.      | Kanada            | 0     | 0      | 3    | 3     |
| 8.      | Holandia          | 0     | 0      | 1    | 1     |
| 8.      | Japonia           | 0     | 0      | 1    | 1     |
| 8.      | Polska            | 0     | 0      | 1    | 1     |
| Łącznie | Łącznie           | 9     | 9      | 9    | 27    |

## Medaliści i medalistki

### Juniorzy
| Konkurencja          | Złoto                                                                        | Czas     | Srebro                                                  | Czas     | Brąz                                                                  | Czas     |
| 500 metrów           | Shin Dong-min                                                                | 42,122   | Sean Shuai                                              | 42,174   | Rim Jong-un                                                           | 42,407   |
| 1000 metrów          | Shin Dong-min                                                                | 1:26,490 | Rim Jong-un                                             | 1:26,596 | Han Byeong-chan                                                       | 1:26,999 |
| 1500 metrów          | Rim Jong-un                                                                  | 2:20,640 | Lorenzo Previtali                                       | 2:21,312 | Gabriel Jones                                                         | 2:21,439 |
| Sztafeta 3000 metrów | Korea Południowa Han Byeong-chan · Kim Min-woo · Rim Jong-un · Shin Dong-min | 4:03,893 | Chiny Li Kun · Lyu Yanpeng · Zhang Bohao · Zhang Tianyi | 4:04,009 | Japonia Yuta Fuchigami · Raito Kida · Teruhisa Miyoshi · Shomu Sasaki | 4:04,871 |

### Juniorki
| Konkurencja          | Złoto                                                                   | Czas     | Srebro                                                                     | Czas     | Brąz                                                                          | Czas     |
| 500 metrów           | Wang Ye                                                                 | 43,921   | Chung Jae-hee                                                              | 44,292   | Victoria Jean-Baptiste                                                        | 44,824   |
| 1000 metrów          | Wang Ye                                                                 | 1:50,684 | Yu Su-min                                                                  | 1:50,792 | Angel Daleman                                                                 | DNF      |
| 1500 metrów          | Maja Somodi                                                             | 2:48,391 | Alina Äżygalijewa                                                          | 2:48,478 | Lyu Wanyu                                                                     | 2:48,481 |
| Sztafeta 3000 metrów | Węgry Melinda Schönborn · Maja Somodi · Dóra Szigeti · Diána Laura Végi | 4:27,839 | Włochy Margherita Betti · Federica Cola · Sara Martinelli · Viola Simonini | 4:29,189 | Polska Natalia Bielicka · Anna Falkowska · Michalina Wawer · Kornelia Woźniak | 4:42,373 |

### Konkurencje mieszane
| Konkurencja          | Złoto                                                                             | Czas     | Srebro                                                                                                | Czas     | Brąz | Czas |
| Sztafeta 2000 metrów | Chiny Li Kun · Song Jiarui · Wang Ye · Zhang Bohao · Zhang Jianing · Zhang Tianyi | 2:44,239 | Korea Południowa Chung Jae-hee · Han Byeong-chan · Rim Jong-un · Yu Su-min · Kim Min-woo · Oh Song-mi | 2:44,326 | Kanada Victoria Jean-Baptiste · Gabriel Jones · Ayisha Miao Qi · Mathieu Pelletier · Courtney Charlong · Adam Law | PEN  |

## Wyniki reprezentantów Polski
Juniorzy
| Zawodnik | 500   | 1000 | 1500 | RL | MR |
| Polska | —     | —    | —    | –  | 12 |
| Adam Makuch | –     | 41   | –    | –  | +  |
| Krzysztof Mądry | 58DNS | DNS  | –    | –  | –  |
| Adam Muchlado | 32    | –    | 36   | –  | +  |
| Aleksander Sakowicz | –     | –    | 40   | –  | –  |
| 1. 2. 3. Finał A Finał B Półfinał Ćwierćfinał Repasaż półfinałowy Repasaż ćwierćfinałowy Eliminacje Preeliminacje RL – Sztafeta MR – Sztafeta mieszana · DNF – Zawodnik nie ukończył biegu DNS – Zawodnik nie pojawił się na starcie biegu PEN – Zawodnik został ukarany dyskwalifikacją – Zawodnik otrzymał żółtą kartkę |       |      |      |    |    |

Juniorki
| Zawodniczka | 500   | 1000  | 1500 | RL | MR |
| Polska | —     | —     | —    | 3  | 12 |
| Natalia Bielicka | –     | –     | 34   | +  | –  |
| Anna Falkowska | 10PEN | 49PEN | –    | +  | +  |
| Michalina Wawer | 30    | 33    | –    | +  | +  |
| Kornelia Woźniak | 18    | 26    | –    | +  | –  |
| 1. 2. 3. Finał A Finał B Półfinał Ćwierćfinał Repasaż półfinałowy Repasaż ćwierćfinałowy Eliminacje Preeliminacje RL – Sztafeta MR – Sztafeta mieszana · DNF – Zawodniczka nie ukończyła biegu DNS – Zawodniczka nie pojawiła się na starcie biegu PEN – Zawodniczka została ukarana dyskwalifikacją – Zawodniczka otrzymała żółtą kartkę |       |       |      |    |    |